# Gummibär
Gummibär, anche conosciuto come Gummy Bear, è un personaggio immaginario creato dalla Gummybear International. Si presenta come un orsetto gelatinoso obeso verde con barba verde appena accentuata dello stesso colore, occhi azzurri, e un orecchio morsicato. Indossa mutande arancioni e scarpe da ginnastica bianche.
Gummibär è noto per le sue novelty bubblegum incentrate sugli orsetti gommosi tra cui I'm a Gummy Bear.

## Storia
Gummibär prende il nome da un marchio tedesco di orsetti gommosi della Haribo introdotto nel 1920. La mente dietro il personaggio è il cantante/compositore tedesco Christian A. Schneider, proprietario dell'azienda d'intrattenimento Gummybear International, che si occupa di realizzare i videoclip con animazioni in 3D del personaggio. Nel 2007 uscì I'm a Gummy Bear (anche nota come The Gummy Bear Song), originariamente realizzata l'anno precedente con un testo in lingua ungherese, una durata di trenta secondi e il titolo Itt van a gumimachi. I Am a Gummy Bear entrò nelle classifiche di vari Paesi di tutto il mondo; il brano ebbe grande successo come suoneria e il relativo videoclip caricato su YouTube conta quasi tre miliardi di visualizzazioni. A essa seguirono altre hit di minore successo come Cho Ka Ka O (2007), una cover della cantante belga Annie Cordy, Nuki Nuki (2009) e Bubble Up (2012) che, come nel caso di I'm a Gummy Bear, vennero incise in più lingue. Il personaggio è anche il protagonista della serie animata Gummibär & Friends: The Gummy Bear Show, andata in onda per la prima volta nel 2009.

## Discografia parziale

### Album in studio
- 2007 – I Am Your Gummy Bear
- 2010 – La La Love to Dance
- 2010 – Christmas Jollies
- 2015 – Party Pop
- 2019 – The Gummy Bear Album
- 2020 – Gummy Bear Album 2020
- 2021 – Holiday Fun Time

### Singoli
- 2006 – I'm a Gummy Bear
- 2007 – You Know It's Christmas
- 2008 – Cho Ka Ka O
- 2008 – Itsy Bitsy Bikini
- 2009 – It's a Great Summer
- 2009 – Nuki Nuki
- 2010 – Go for the Goal
- 2010 – La La La I Love You
- 2011 – Mr. Mister Gummibär
- 2012 – Bubble Up
- 2012 – Gummy Style